# Lloyds Banking Group
O Lloyds Banking Group (LBG) é a segunda maior instituição financeira do Reino Unido (atrás apenas do HSBC). Sua sede fica em Londres.
O LBG foi criado oficialmente em 19 de janeiro de 2009, como resultado da fusão entre o Lloyds TSB e o Halifax, uma divisão do Bank of Scotland. A fusão se deu mediante a aquisição,  pelo Lloyds TSB, da  HBOS - holding do Bank of Scotland. Assim o Lloyds passou a ter 3.000 sucursais, empregando 145.000 pessoas e dominando o mercado britânico, com 20% a 30% dos empréstimos  imobiliários, das contas correntes e das contas de cartões de crédito do Reino Unido. 
Em 2009, o banco perdeu um terço do seu valor bursátil em apenas um dia (e mais 30% nos quatro dias que se seguiram), como decorrência da crise do sistema bancário britânico e, particularmente, das  dificuldades financeiras do Royal Bank of Scotland. 
Em 2010, o LGB possuía mais de 1,5 trilhão de dólares em ativos  - o equivalente ao PIB do Canadá - sendo o Governo britânico  o seu maior acionista, com 43,4% das ações.
O Lloyds Bank foi fundado em 1765. O Lloyds TSB surgiu em 1995, como resultado da fusão da Lloyds Bank com o Trustee Savings Bank.

## Ligação externa
- «Sítio oficial»